# بیورکه‌تورپ
بیورکه‌تورپ (به سوئدی: Björketorp) یک منطقهٔ مسکونی در سوئد است که در بخش مارچ واقع شده‌است. بیورکه‌تورپ ۰٫۶۰ کیلومتر مربع مساحت و ۴۶۷ نفر جمعیت دارد.